# Rosa squarrosa
Rosa squarrosa — вид рослин з родини трояндових (Rosaceae).

## Поширення
Вид зростає на у західному Середземномор'ї (Алжир, Марокко, південна й центральна Європа).

## Синоніми
Синоніми: Rosa biserrata Mérat, Rosa canina var. biserrata (Mérat) Chevall., Rosa canina var. squarrosa A.Rau